# (32345) 2000 QF99
2000 كيو أف 99 (ويعرف أيضًا باسم (32345) 2000 كيو أف 99 وفق تسمية الكوكب الصغير) (بالإنجليزية: 2000 QF99)‏ هو كويكب ضمن حزام الكويكبات؛ وترتيبه 32345 من حيث الاكتشاف.
اكتُشف هذا الجُرم الفلكي بواسطة بحث لنكولن عن الكويكبات القريبة من الأرض في 28 أغسطس 2000.

## وصلات خارجية
- (32345) 2000 QF99 في قاعدة بيانات مختبر الدفع النفاث لأجرام النظام الشمسي الصغيرة

- الاكتشاف · مخطط المدار ·  العناصر المدارية · المعلمات المادية

- (32345) 2000 QF99 على موقع ويكي سكاي: DSS2, SDSS, GALEX, IRAS, Hydrogen α, X-Ray, Astrophoto, Sky Map, Articles and images